# Péré Julia
Péré Julià (ur. ? – zm. 29 maja 1453 w Konstantynopolu) – kataloński wojskowy i konsul w Konstantynopolu.
Péré Julia wsławił się – jako jeden z nielicznych obcokrajowców – stając u boku cesarza Konstantyna XI podczas oblężenia Konstantynopola w 1453. Razem z drugim konsulem, Joanem de la Vią, dowodził niewielkim katalońskim oddziałem. W czasie walk o miasto Katalończycy bronili rejonu Wielkiego Pałacu i hipodromu.
29 maja, podczas ostatecznego szturmu na stolicę Cesarstwa Bizantyńskiego, Péré Julia wraz z resztkami swoich sił stawił zacięty opór nacierającym wojskom osmańskim. Ostatecznie dostał się do niewoli i został ścięty jeszcze tego samego dnia lub też zginął w walce. Turcy na osobisty rozkaz sułtana Mehmeda II ścięli także wziętego do niewoli konsula Joana de la Via i ścięli go wraz z jego dziećmi.